# مارکوس پائولو جلمینی گومز
مارکوس پائولو جلمینی گومز (به پرتغالی: Marcos Paulo Gelmini Gomes) هافبک اهل برزیل است که در شهر Pedro Leopoldo و در تاریخ ۱۳ ژوئیهٔ ۱۹۸۸ به دنیا آمده‌است.
مارکوس پائولو جلمینی گومز در تیم‌های فوتبال Caldense سابقهٔ حضور دارد.